# Stephin Merritt
Stephin Merritt és un músic, conegut per ser el líder de The Magnetic Fields. És un multi-instrumentista que pateix d'hiperacúsia, un compositor ocasional de teatre musical, cine i televisió i el front-leader de tres bandes més, The 6ths, The Gothic Archies i Future Bible Heroes. Creador incansable, els seus textos, documents de l'amor en els temps de la postmodernitat, són coneguts pel seu to irònic i aspre i per subvertir els rols de gènere.